# Sojuz TMA-13
Sojuz TMA-13 (ryska: Союз ТMA-13) var en flygning i det ryska rymdprogrammet till Internationella rymdstationen. Farkosten sköts upp från Kosmodromen i Bajkonur, med en Sojuz-FG-raket, den 12 oktober 2008. Man dockade med rymdstationen den 14 oktober 2008. 
Efter att ha tillbringat 178 dagar i rymden lämnade farkosten rymdstationen den 8 april 2009. Några timmar senare återinträdde den i jordens atmosfär och landade i Kazakstan.
I och med att farkosten lämnade rymdstationen var Expedition 18 avslutad.